# Puelioideae
Puelioideae, potporodica trava. Postoje dva tribusa. Rod Atractocarpa Franch. iz tribusa Atractocarpeae, sinonim je za Puelia Franch.
Ime dolazi po rodu Puelia, trajnicama iz Afrike.

## Tribusi
1. Tribus Atractocarpeae Jacq.-Fél. ex Tzvelev
  1. Puelia Franch. (5 spp.)
2. Tribus Guaduelleae Soderstr. & R. P. Ellis
  1. Guaduella Franch. (6 spp.)